# Anagrus puella
Anagrus puella är en stekelart som beskrevs av Girault 1911. Anagrus puella ingår i släktet Anagrus och familjen dvärgsteklar. Inga underarter finns listade i Catalogue of Life.